# Hermínio Martinho
Hermínio Paiva Fernandes Martinho (Tancos, Vila Nova da Barquinha, Santarém, Portugal, 23 de março de 1946) é um engenheiro agrónomo português e o fundador do Partido Renovador Democrático (PRD), sendo eleito presidente deste partido político em Tomar no ano de 1985.
Foi eleito deputado à Assembleia da República (A.R.) em Outubro desse mesmo ano. De Conselheiro de Estado e deputado da A.R. passa a vice-presidente do PRD quando o General Ramalho Eanes assumiu a presidência deste partido. Porém, foi novamente eleito presidente do PRD na terceira Convenção Nacional em Maio de 1988. Na sequência das eleições autárquicas de 1989, afastou-se da direcção. Em 1991 defendeu a extinção do PRD, considerando não existirem condições para o prosseguimento do projecto partidário. Foi deputado do PRD na V Legislatura, assim como vice-presidente da A.R. Mais tarde, tornou-se apoiante do Partido Social Democrata.

## Biografia
Engenheiro técnico agrário, Hermínio Martinho nasceu em Tancos, concelho de Vila Nova da Barquinha, em Santarém, a 23 de março de 1946.
Entrou para a história da democracia portuguesa ao fundar e liderar o Partido Renovador Democrático, PRD, em 1985 com o patrocínio tácito do Presidente da República de então, General Ramalho Eanes. Nas eleições desse ano o partido obteve mais de um milhão de votos e elegeu 45 deputados, tornando-se o terceiro maior partido português. O surpreendente resultado deu-lhe grande notoriedade a nível nacional. Assumiu o mandato de deputado, chegou a vice-presidente da Assembleia da República e teve assento no Conselho de Estado. Dois anos depois, uma moção de censura proposta pelo PRD na Assembleia da República levou à queda do Governo do PSD liderado por Cavaco Silva, que tinha maioria relativa no Parlamento. As eleições antecipadas que se seguiram deram a primeira maioria absoluta a Cavaco Silva e o PRD foi fortemente penalizado nas urnas, mas mesmo assim Martinho conseguiu ser eleito novamente deputado pelo círculo eleitoral de Santarém, funções que desempenhou durante mais quatro anos.
Desempenhou também o mandato de vereador na Câmara Municipal de Santarém entre 1979 e 1982, eleito pelo PS, e entre 1997 e 2001 eleito pelo PSD.

## Condecorações
- Comendador da Ordem Civil do Mérito Agrícola e Industrial de Portugal - Classe do Mérito Agrícola (3 de agosto de 1983)[2]
- Comendador da Ordem do Mérito da República Italiana (18 de julho de 1990)[3]
- Comendador da Ordem de Ouissam Alaoui de Marrocos (6 de fevereiro de 1992)[3]